# لاتران
لاتران (انگلیسی: Lateran) نام مشترک چندین ساختمان در رم است. این املاک زمانی متعلق به خانواده لاترانوس از امپراتوری روم بود. لاترانی‌ها اموال خود را توسط کنستانتین یکم از دست دادند که آنها را در سال ۳۱۱ به کلیسای کاتولیک داد.